# شقایق روزبهان
شقایق روزبهان (زادهٔ ۶ دسامبر ۱۹۹۴) بازیکن فوتبال اهل ایران است که در باشگاه فوتبال زنان پیونیک ارمنستان بازی می‌کند.
وی همچنین در تیم‌های ملی فوتبال زنان ایران بازی کرده است.

## زندگی
شقایق روزبهان، (زاده ۱۵ آذر ۱۳۷۳ در قائمشهر) بازیکن تیم فوتبال بانوان سپاهان است.

## حرفه
وی در تیم سپاهان بازی کرده و در نقش هافبک وسط سابقه حضور در رده‌های سنی جوانان و بزرگسالان تیم ملی را در کارنامه خود دارد. روزبهان به مدت پنج سال در تیمهای آینده سازان و همیاری ارومیه در لیگ برتر بازی کرده که موفق شد به همراه تیم آینده سازان به قهرمانی فصل ۹۶–۹۵ دست یابد. وی هم‌اکنون در تیم فوتبال بانوان سپاهان توپ می‌زند.
روزبهان در تیم ملی و باشگاهی با شماره ۱۷ بازی می‌کند.